# نادي مصفوت
نادي مصفوت نادي كرة قدم إماراتي يلعب في دوري الدرجة الثانية ويقع في مدينة مصفوت في امارة عجمان.

## تشكيلة الفريق الحالية
ملاحظة: تشير الأعلام إلى المنتخب الوطني على النحو المحدد في قواعد الأهلية للفيفا. قد يحمل اللاعبون أكثر من جنسية واحدة غير تابعة للفيفا.
| الرقم | البلد                    | المركز | اللاعب                                |
| ----- | ------------------------ | ------ | ------------------------------------- |
| 1     | الإمارات العربية المتحدة | حارس   | راشد الزرعوني                         |
| 4     | المغرب                   | مدافع  | خليل أجانا                            |
| 6     | الإمارات العربية المتحدة | وسط    | سالم علي إبراهيم                      |
| 7     | إيران                    | وسط    | علي بور نياي                          |
| 9     | الإمارات العربية المتحدة | مهاجم  | جاسم النقبي                           |
| 10    | البرازيل                 | وسط    | جوتينر                                |
| 11    | غامبيا                   | وسط    | مطر بادجي                             |
| 12    | الإمارات العربية المتحدة | مدافع  | محمد عمران                            |
| 13    | الإمارات العربية المتحدة | حارس   | عبد السلام البلوشي                    |
| 14    | السودان                  | مدافع  | يوسف أبشر                             |
| 15    | الإمارات العربية المتحدة | مدافع  | محمد موسى                             |
| 16    | باراغواي                 | وسط    | إروين كوينتانا (معار من نادي خورفكان) |
| 17    | الإمارات العربية المتحدة | وسط    | أحمد النقبي                           |
| 18    | الإمارات العربية المتحدة | مدافع  | مايد المسماري                         |

| الرقم | البلد                    | المركز | اللاعب           |
| ----- | ------------------------ | ------ | ---------------- |
| 21    | الإمارات العربية المتحدة | وسط    | ماجد أحمد        |
| 22    | الإمارات العربية المتحدة | حارس   | سليمان الحوسني   |
| 27    | غامبيا                   | مهاجم  | إبريما جينغ      |
| 30    | السنغال                  | وسط    | شيخ بيي          |
| 31    | الإمارات العربية المتحدة | وسط    | فهد حديد         |
| 33    | إيطاليا                  | مدافع  | جيانلوكا سانتيني |
| 60    | الإمارات العربية المتحدة | مدافع  | حمدان ناصر       |
| 64    | بيرو                     | مهاجم  | كارلوس ريفاس     |
| 77    | مصر                      | مهاجم  | أحمد وليد        |
| 91    | الإمارات العربية المتحدة | وسط    | عمر أحمد         |
| 92    | السنغال                  | وسط    | ندياو ديوب       |
| 99    | السنغال                  | مهاجم  | مامي جنينج       |
| --    | دولة فلسطين              | وسط    | محمد إياد        |